# Genevilla
Genevilla – gmina w Hiszpanii, w Nawarze, o powierzchni 8,64 km². W 2011 roku gmina liczyła 80 mieszkańców.